# 大戸川ダム
大戸川ダム（だいどがわダム）は、滋賀県大津市、瀬田川洗堰付近で淀川（瀬田川）に合流する淀川水系大戸川に建設が進められているダムである。

## 沿革
1953年（昭和28年）8月、大戸川が集中豪雨により氾濫、流域一帯で死者44人、負傷者130人以上を出す被害が生じた。その後も氾濫被害が続いたため、建設省近畿地方建設局（当時、現在の国土交通省近畿地方整備局）は1968年（昭和43年）に洪水調節に加え不特定利水、上水道、発電を目的とした特定多目的ダムを計画した。その後、設計、用地買収などが進められたが、2021年時点で本体は未着工の状態である。ダムの型式は重力式コンクリートダムで、高さは92.5m。水源地域対策特別措置法の対象ともなり現在は補償交渉も終了した。建設に向け滋賀県道16号大津信楽線の付替え工事も進められ2023年（令和5年）に開通した。

## 建設中止方針と地元の動き

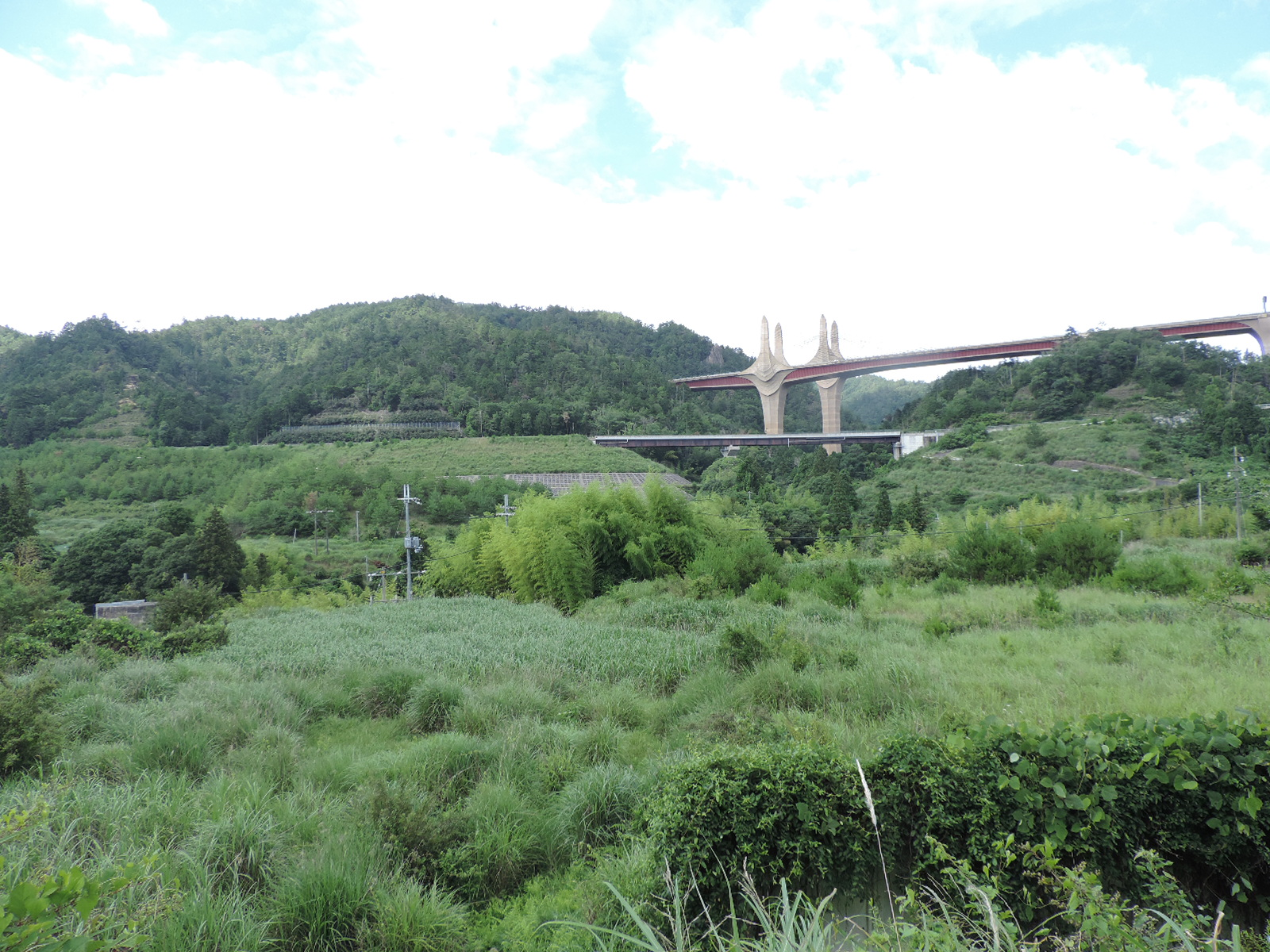
水没予定地の大津市上田上大鳥居町

公共事業見直しの機運の中、淀川水系においては近畿地方整備局が諮問機関である淀川水系流域委員会にダム事業の再検討を諮った。議論の結果、2005年（平成17年）に委員会は淀川水系で進められている大戸川ダム建設事業始め5事業（残りは丹生ダム建設事業・余野川ダム建設事業・川上ダム建設事業・天ヶ瀬ダム再開発事業）すべてを「中止が妥当である」という答申を纏めた。これを受け国土交通省は、大戸川ダムについて余野川ダムとともに建設中止する方針を発表した。
この答申についてダム反対派は歓迎の意向を示し、流域にまったく利害関係のない長野県知事（当時）の田中康夫も「淀川流域でも脱ダムすべきだ」として答申を支持した。
ところが肝心の地元・滋賀県や大津市がこの答申に対し「流域住民の安全を無視した答申」として激しく反発、ダム建設に伴い移転した住民も「自分たちの犠牲が報われない」として不満を示した。特に滋賀県は県道付け替えを進めており、ダム建設中止の際には工事費の補償を求めるなど強硬に建設中止に反対した。
この地元の予想を超える猛反発に国土交通省は対応に苦慮し、滋賀県議会において国土交通省高級幹部が「ダム建設中止は決定事項ではない」と釈明。結果2006年（平成18年）度財務省予算概算要求においても30億円の予算が計上され、建設は進められている。だが建設を求めていた滋賀県知事（当時）の国松善次が2006年（平成18年）7月の知事選挙で落選し、代りにダム凍結を公約とした京都精華大学教授（当時）の嘉田由紀子が知事に当選した。嘉田は県内すべてのダム事業凍結・見直しを掲げていた。大戸川・丹生両ダムの様な国直轄事業の凍結・見直しも要求するなど田中の「脱ダム宣言」とは異なる施政方針であった。下流受益地の京都府・京都市も支持する姿勢を打ち出したが、大戸川流域を抱える大津市と移転住民はこれに強く反発する。
嘉田は当初ダム計画の見直しについて変更はないと当選直後は表明していたが、県議会で「自らの治水政策の瑕疵により、1人でも死者が出た場合は知事を辞職する」と表明して治水に対する取り組みを重視した。その後凍結を検討するダム下流域の自治体や住民との話し合いや平成18年7月豪雨による長野県の被害もあってか多少柔軟姿勢に転じ、「ほかに有効な治水対策がない場合はダム建設もあり得る」とした。また2007年（平成19年）には従来のダム凍結・見直しの方針はダムを全部否定するものではないとして、北川第一ダム（北川）や芹谷ダム（芹川）など計画中の県営治水ダム3つのうちの2つについて治水対策には「有力な案として計画」していく方向を県のHPで示した（推進という文字はない）。
これに対して、マスコミ各社は一斉に「脱ダム方針撤回」・「マニフェスト違反」との集中攻撃をした。しかし、この政策面の変化については2007年（平成19年）度予算の採決を控え、県議会で多数派を占める自民党県議やいままでの計画を推進してきた県職員の意向が背後にあった。したがって知事本人としては後援会の会報では「凍結・見直しのためにも現在計画されているダム関連予算をつける必要があった」と述べ、知事は2007年（平成19年）4月の県議選ではダム建設反対派・慎重派の候補（対話でつなごう滋賀の会公認・推薦候補）を応援しダム建設推進派が主流の自民党を過半数割れへと追い込んだ。ただ選挙後も国営である丹生ダムについて、流水（穴あき）ダムの可能性を示唆した。元来の計画であった貯水ダムについては否定した。その後、5月になって大戸川ダムについても流水ダムは容認するコメントをしている。
一方で京都・大阪両府の消極姿勢は変わらず、両府が支払いを渋る負担金の一部（1億7,600万円）を滋賀県と地元自治体が立て替える事態が発生しているが、そのような状況に対して国土交通省は瀬田川の洗堰の全閉解消方針を示した。ただ、従来からあった滋賀県の要望を受け入れたというよりは京都や大阪に対する圧力であると見る見方が強い。

## 建設再開に向けて
その後2019年（令和元年）に滋賀県知事の三日月大造が洪水対策にダムが有効であると判断し、「住民の安全、安心のためには必要だ」と表明。国土交通省にも報告し近畿地方整備局長（当時）の黒川純一良からは「重く受け止める」との発言がなされた。
2020年に同じく凍結されていた球磨川の川辺川ダムの下流域で大水害が起きるなど、近年の気候変動による水害の激甚化を背景に、流域6府県が建設容認に転換し、凍結が解除される方針となった。
2021年8月6日、国土交通省近畿地方整備局は新たな淀川水系河川整備計画を策定。計画に大戸川ダムの工事実施を盛り込んだことで、建設の再開の動きが本格化した。
2023年、滋賀県道16号大津信楽線の付替道路が開通。

## 治水ダム化
2007年（平成19年）8月、淀川水系の河川事業について諮問を行う「淀川水系流域委員会」は余野川ダムを除く4ダムについて事業継続を容認する姿勢を表明した。これに伴い国土交通省近畿地方整備局は大戸川ダムや丹生ダムの事業凍結を解除し、建設に向けて動き出すことになった。この中で大戸川ダムは滋賀県の要望に沿った形で事業が変更となった。従来の特定多目的ダム事業から治水に目的を限定した治水ダム事業へと大幅に事業を縮小する方針を打ち出した。
淀川水系河川整備計画に記載される新しい大戸川ダムは現在全国各地で盛んに建設され始めている流水型ダム、いわゆる穴あきダム（国土交通省では「治水専用ダム」と称している）であって普段は全く貯水しないダムとなる。国土交通省直轄ダムでは阿蘇立野ダム（熊本県・白川）・足羽川ダム（福井県・部子川）で取り入れられている手法であるが、大戸川ダムも穴あきダムとして建設が決定された。このためダムの規模や貯水容量を含め、変更が生じることになる。